# 약암온천
약암온천(藥岩溫泉)는 경기도 김포시 대곶면 약암리에 위치한 경기도의 온천이다. 이 온천은 땅에서 솟아나는 홍염천(紅鹽泉)으로 유명하다.

## 온천의 유래
약암온천은 조선시대 제 25대 왕이었던  철종이 이곳을 행차중 눈병이 나서 이 물로 눈을 씻어 눈병이 나았기 때문에 지명을 약암으로 하명하였다고 전해 내려온다.

## 홍염천
지하 암반 400M에서 숙성 용출돼 대기중에 오염이 전혀되지 않은 순수한 광염천수로써 염분이 바닷물 농도의 10분의 1정도며, 철분과 무기질이 다량함유되어 있고 용출후 10분정도 경과되면 색이 붉은색으로 변하는 특징을 가지고도 있다.

## 근처관광지
- 김포함상공원
- 대명항
- 약산
- 마니산
- 일산원마운트
- 헤이리미술관